# اس‌اس بیوربرن (۱۹۴۴)
اس‌اس بیوربرن (۱۹۴۴) (به انگلیسی: SS Beaverburn (1944)) یک کشتی بود که طول آن ۴۷۵ فوت ۸ اینچ (۱۴۴٫۹۸ متر) بود. این کشتی در سال ۱۹۴۴ ساخته شد.